# Kasteel De Boonpot

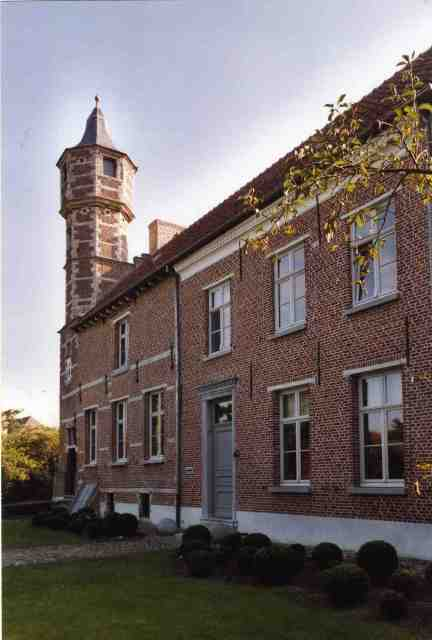
Kasteel de Boonpot

Het Kasteel De Boonpot, ook: Het Toreken, is een voormalig kasteel in de tot de Oost-Vlaamse gemeente Hamme behorende plaats Moerzeke, gelegen aan de Bootdijkstraat 68.

## Geschiedenis
Al in de 15e eeuw was hier een omgracht adellijk buitengoed dat omstreeks 1548 in bezit was van Jan Happaert. Deze was schepen en opperkerkmeester van Antwerpen. In 1655 werd het omschreven als een signoriale huysstede ende erfve mette wallen ende dyck daermedegaende … genaamt de Boonpot. In dat jaar kwam het aan Paulus Alexander de Weynssone die het vergrootte en verfraaide en er een kapel inrichtte. In 1736 werd het goed gekocht door Jacobus van Bogaert en deze liet zijn wapen aanbrengen op de windvaan van het torentje. De familie bleef in bezit van het goed tot midden 20e eeuw toen het door huwelijk aan de familie Lemmens kwam. In de 19e eeuw, tot aan de jaren '30 van de 20e eeuw, was er een landbouwbedrijf gevestigd. Dit stond bekend als Hoeve het Toreken. Vanaf 1857 was er in enkele gebouwen enige tijd een stijfselfabriek in bedrijf.

## Gebouw
Het poortgebouw stond aanvankelijk vrij, maar werd in de 19e en 20e eeuw geflankeerd door boerderijgebouwen. Deze werden in de 20e eeuw gesloopt. Het poortgebouw is in baksteen met zandstenen speklagen.
Het woonhuis is een langwerpig gebouw dat vooral aan de linkerzijde nog sporen van een gebouw uit de 1e helft van de 18e eeuw kent, met name een keldergewelf. Het pand is in de loop der navolgende eeuwen sterk verbouwd, onder meer in 1998.
Het torentje is links tegen het woonhuis aangebouwd. Dit is van oorsprong 16e- of 17e-eeuws. Het is opgetrokken in baksteen en heeft zandstenen speklagen. De basis van het torentje is vierkant en het heeft een achtkante bovenbouw. Hierboven bevindt zich een klokvormig met leien bekleed dak, bekroond door een windvaan. De bovenste geleding is overkragend. Het torentje heeft een houten wenteltrap.